# Pierre Marteau

Statistik der deutschsprachigen Produktion des fiktiven Verlags Pierre Marteau (Werke pro Jahr) Zahlen nach Karl Klaus Walther (1983/2001)

Pierre Marteau, Cologne, zuweilen auch auf Deutsch Peter Hammer, Cölln (Köln), ist die bedeutendste fingierte Verlagsadresse des 17. und 18. Jahrhunderts.

## Geschichte
Das fingierte Imprint geht, soweit ersichtlich, auf das Amsterdamer Unternehmen Elzevier (heute Elsevier) zurück, das sich des Pseudonyms zur Publikation skandalöser Schriften seit Anfang der 1660er Jahre bediente. Der Verlagsname war in der Verbindung mit dem Verlagsort Köln ein offensichtliches Pseudonym. Französische Verleger mieden die Zensur, die sich unter Ludwig XIV. ausbildete, indem sie ihre Druckwerkstätten in die Niederlande verlegten. Die Ware ging von hier aus im Schleichhandel nach Frankreich zurück, sie erreichte offener den gesamten europäischen Buchmarkt.
Köln wäre für einen Franzosen – Pierre Marteau („Peter Hammer“) gab sich mit seinem Namen als solcher zu erkennen – ein ähnlich guter Ausweichort wie Amsterdam, Den Haag oder Rotterdam gewesen. Das Pseudonym setzte sich bei Kollegen durch. Eine wachsende Produktion von skandalösen Schriften und Raubdrucken erschien unter diesem Label. Ab den 1680ern übernahmen deutsche Verleger das Pseudonym: „Peter Marteau“ war die reguläre deutsche Namensvariante. Die deutsche Produktion fand ihre originäre Blüte in den Jahren der großen Europamode der Jahre 1689 bis 1721. Das Pseudonym bekam dann nochmal als das des patriotischen Widerstands gegen Frankreich Ende des 18. Jahrhunderts Konjunktur, unter anderem bei Carl Christoph Stiller.
1966 griffen Hermann Schulz und Johannes Rau in Wuppertal den ungeschützten Namen für ein neues Verlagsprogramm als Peter Hammer Verlag auf, bevor Rau sich 1967 auf die Tätigkeit als Sprecher der SPD-Landtagsfraktion verlegte. In dem Wuppertaler Verlag erschienen dann zunächst schwerpunktmäßig Werke von lateinamerikanischen und afrikanischen Autoren wie Ernesto Cardenal oder dem verfolgten Ngũgĩ wa Thiong’o.

Ausgabe der Lettres Persanes von Montesquieu, Amsterdam 1721

## Liste von Verlagsautoren und Werken
- Pierre Le Pesant de Boisguilbert
- Roger de Bussy-Rabutin
- Gatien de Courtilz de Sandras
- Persische Briefe von Montesquieu